# Liste der Bodendenkmale in Zwickau
In der Liste der Bodendenkmale in Zwickau sind die Bodendenkmale der Stadt Zwickau und ihrer Ortsteile nach dem Stand der Auflistung von Volkmar Geupel aus dem Jahr 1983 aufgelistet. Eventuelle Änderungen und Ergänzungen, insbesondere aus der Zeit nach der Wende, sind nicht berücksichtigt, da für Sachsen aktuell keine neueren allgemein zugänglichen Bodendenkmallisten vorliegen. Die Baudenkmale sind in der Liste der Kulturdenkmale in Zwickau aufgeführt.
| Denkmal-ID | Fundart            | Ortsteil   | Bezeichnung                                      | Zeitstellung | Lage                                            | Bemerkungen | Bild |
| ---------- | ------------------ | ---------- | ------------------------------------------------ | ------------ | ----------------------------------------------- | --- | ---- |
| ?          | Befestigung > Burg | Marienthal | Wasserburg „Raubschloss Rappendorf“              | Mittelalter  | westlich von Weißenborn am Hang über einem Bach | Niederungsburg (Turmhügel), quadratischer Bühl mit abgerundeten Ecken und Graben im Westen, Süden und Osten, Brunnen im Osten („Böser Brunnen“), Verbindung mit der Wüstung Rappendorf, Schutz seit 7. Dezember 1970 |      |
| ?          | Befestigung > Burg | Planitz    | Wehranlage„Schloss Niederplanitz“, „Schlossberg“ | Mittelalter  | Ortsmitte, Bergsporn über dem Planitzbach       | Höhenburg in Spornlage, durch Schloss überbaut und verändert, Schutz seit 7. Dezember 1970 |      |
| ?          | Befestigung > Burg | Schlunzig  | Wasserburg „Wall“, „Alter Wall“                  | Mittelalter  | Ortsmitte, westlich der Kirche                  | Niederungsburg, runder Bühl mit umlaufendem Graben und Außenwall, teilweise verschliffen, Schutz seit 5. Dezember 1959                                                                                               |      |
| ?          | Befestigung > Burg | Zwickau    | Wasserburg „Osterstein“                          | Mittelalter  | nordöstlicher Stadtkern                         | Niederungsburg, durch Schloss überbaut und verändert, Schutz seit 12. Juni 1980 |      |